# Clambus nigrellus
Clambus nigrellus is een keversoort uit de familie oprolkogeltjes (Clambidae). De wetenschappelijke naam van de soort werd in 1914 gepubliceerd door Edmund Reitter.